# Schleswig-Holstein (1994)
Schleswig-Holstein (F216) – niemiecka fregata rakietowa typu 123, która weszła do służby w Deutsche Marine w 1995 roku. 

## Historia
Rozpoczęcie budowy drugiej jednostki typu 123, która otrzymała nazwę „Schleswig-Holstein” i znak taktyczny F216, miało miejsce 1 lipca 1993 roku w stoczni HDW w Hamburgu. Wodowanie nastąpiło 8 czerwca 1994 roku, wejście do służby 24 listopada 1995 roku. Jesienią 2009 roku był jednostką flagową sił ONZ działających w ramach misji UNIFIL u wybrzeży Libanu .